# تپه میخوران سادات
تپه میخوران سادات مربوط به سده‌های میانه دوران‌های تاریخی پس از اسلام است و در شهرستان سنقر، روستای قدیمی میخوران سادات واقع شده و این اثر در تاریخ ۱۲ تیر ۱۳۸۴ با شمارهٔ ثبت ۱۲۰۴۹ به‌عنوان یکی از آثار ملی ایران به ثبت رسیده است.